# Salina Cruz, Salina Cruz
Salina Cruz är en ort i Mexiko.   Den ligger i kommunen Salina Cruz och delstaten Oaxaca, i den sydöstra delen av landet, 600 km sydost om huvudstaden Mexico City. Salina Cruz ligger 51 meter över havet och antalet invånare är 73 648.
Terrängen runt Salina Cruz är platt åt sydost, men åt nordväst är den kuperad. Havet är nära Salina Cruz söderut.  Salina Cruz är det största samhället i trakten.